# Randalia (Iowa)
Randalia es una ciudad ubicada en el condado de Fayette en el estado estadounidense de Iowa. En el Censo de 2010 tenía una población de 68 habitantes y una densidad poblacional de 120,99 personas por km².

## Geografía
Randalia se encuentra ubicada en las coordenadas 42°51′49″N 91°53′11″O / 42.86361, -91.88639. Según la Oficina del Censo de los Estados Unidos, Randalia tiene una superficie total de 0.56 km², de la cual 0.56 km² corresponden a tierra firme y (0%) 0 km² es agua.

## Demografía
Según el censo de 2010, había 68 personas residiendo en Randalia. La densidad de población era de 120,99 hab./km². De los 68 habitantes, Randalia estaba compuesto por el 94.12% blancos, el 0% eran afroamericanos, el 0% eran amerindios, el 0% eran asiáticos, el 0% eran isleños del Pacífico, el 0% eran de otras razas y el 5.88% pertenecían a dos o más razas. Del total de la población el 0% eran hispanos o latinos de cualquier raza.